# Gouverneurswahlen in den Vereinigten Staaten 2022

Von demokratischen (blau) und republikanischen (rot) Gouverneuren besetzte Bundesstaaten vor den Gouverneurswahlen 2022. Dort wo die Farben kräftig sind, hat ein Gouverneur nicht erneut kandidiert.

Die Gouverneurswahlen in den Vereinigten Staaten 2022 fanden am 8. November 2022 in 36 Bundesstaaten und in den drei Außengebieten Guam, Nördliche Marianen und Amerikanische Jungferninseln statt. Die Wahlen waren Teil der allgemeinen Zwischenwahlen 2022 (auch midterm elections genannt), bei denen auch das Repräsentantenhaus, ca. ein Drittel der Senatoren sowie weitere Amtsträger und viele Parlamente der Bundesstaaten gewählt wurden.

## Ausgangssituation
Von den 36 Gouverneuren stellten die Republikaner vor der Wahl 20, die Demokraten 16. Die Gouverneure in den meisten Bundesstaaten haben eine vierjährige Amtszeit, Gouverneure in New Hampshire und Vermont haben nur eine zweijährige Amtszeit. In einigen Staaten gilt eine Beschränkung der Amtszeit auf zwei oder drei Wahlperioden. In den meisten der 36 Staaten stellten sich die Amtsinhaber der Wiederwahl. In 4 der 20 Bundesstaaten mit republikanischen Gouverneuren (Arizona, Arkansas, Maryland und Nebraska) durften diese aufgrund einer Amtszeitbeschränkung nicht erneut antreten, in einem weiteren – Massachusetts – hatte der republikanische Gouverneur bekanntgegeben nicht erneut anzutreten. In 3 der 16 Bundesstaaten mit demokratischen Gouverneuren (Hawaii, Oregon und Pennsylvania) durften diese aufgrund einer Amtszeitbeschränkung nicht erneut antreten. Vor der Wahl gab es insgesamt 28 republikanische und 22 demokratische Gouverneure. Die Vorwahlen fanden je nach Bundesstaat zwischen März und September statt.

## Einschätzungen zur Hauptwahl
Vor der Wahl galten laut Experten und Prognoseseiten wie Real Clear Politics 18 der 36 Gouverneursposten als potentiell umkämpft (Vorsprung der jeweiligen Kandidaten lag im Umfragedurchschnitt bei weniger als 10 Prozentpunkten).
Dies waren: Alaska (R), Arizona (R), Georgia (R), Kansas (D), Maryland (R), Massachusetts (R), Michigan (D), Minnesota (D), Nebraska (R), Nevada (D), New Mexico (D), New York (D), Oklahoma (R), Oregon (D), Pennsylvania (D), South Carolina (R), Texas (R) und Wisconsin (D) – wobei den Demokraten aufgrund der Rücktritte der populären republikanischen Amtsinhaber Larry Hogan und Charlie Baker die gewöhnlich demokratisch wählenden Bundesstaaten Maryland und Massachusetts so gut wie sicher waren (in den beiden Staaten hatten die demokratischen Kandidaten etwa 30 Prozent Vorsprung auf die Republikaner). Andererseits galt die demokratische Amtsinhaberin Laura Kelly im konservativen Bundesstaat Kansas als stark gefährdet.
Von den 18 potentiell umkämpften Staaten galten – zusätzlich zu Maryland und Massachusetts – 9 als besonders umkämpft (Vorsprung der jeweiligen Kandidaten lag im Umfragedurchschnitt bei weniger als 5 Prozentpunkten): AZ, KS, MI, MN, NV, NM, OK, OR und WI.
In Florida, wo sich am Anfang des Jahres noch ein knappes Rennen abzeichnete, konnte der republikanische Gouverneur Ron DeSantis seinen Vorsprung vor der Wahl auf 10–15 Prozent ausbauen.
Da bei Halbzeitwahlen für gewöhnlich die Partei des amtierenden Präsidenten verliert, rechneten viele Beobachter mit einer demokratischen Niederlage und Sitzgewinnen der Republikaner. Aufgrund des Urteils des Obersten Gerichtshofs zu Schwangerschaftsabbrüchen hatten sich die Umfragen während des Sommers aber zugunsten der Demokraten geändert, deren Wähler durch das Urteil motivierter waren. Lagen die Republikaner in den Umfragen im Frühjahr noch vorne, war das Rennen im Sommer weitgehend ausgeglichen. Seit Mitte Oktober konnten die Republikaner allerdings wieder zulegen und lagen in Umfragen in mehreren entscheidenden Bundesstaaten wieder vor den Demokraten. Politische Experten führten dies auf die hohe Inflation bzw. Lebenshaltungskosten und die Unzufriedenheit mit Präsident Biden zurück, die vor den Wahlen die Abtreibungsthematik erneut überlagerte.

## Zur Wahl stehende Gouverneursposten der Bundesstaaten
| Staat          | Mandatsträger              | Ergebnis der letzten Wahl | Kandidaten (nach den Vorwahlen)                                      | Bemerkungen                                           | Wahlsieger Wechsel D/R                | Ergebnis |
| -------------- | -------------------------- | ------------------------- | -------------------------------------------------------------------- | ----------------------------------------------------- | ------------------------------------- | -------- |
| Alabama        | Kay Ivey (R)               | 59,5 % R                  | Kay Ivey (R) Yolanda Flowers (D)                                     | Amtsinhaberin tritt erneut an.                        | Kay Ivey (R)                          | 67,4 % R |
| Alaska         | Mike J. Dunleavy (R)       | 51,4 % R                  | Mike J. Dunleavy (R) Les Gara (D) Bill Walker (U) Charlie Pierce (R) | Amtsinhaber tritt erneut an.                          | Mike J. Dunleavy (R)                  | 50,3 % R |
| Arizona        | Doug Ducey (R)             | 56,0 % R                  | Kari Lake (R) Katie Hobbs (D)                                        | Amtsinhaber darf nicht wieder kandidieren.            | Katie Hobbs (D) (Wechsel von R zu D)  | 50,3 % D |
| Arkansas       | Asa Hutchinson (R)         | 65,3 % R                  | Sarah Huckabee Sanders (R) Chris Jones (D)                           | Amtsinhaber darf nicht wieder kandidieren.            | Sarah Huckabee Sanders (R)            | 63,1 % R |
| Kalifornien    | Gavin Newsom (D)           | 62,0 % D                  | Gavin Newsom (D) Brian Dahle (R)                                     | Amtsinhaber tritt erneut an.                          | Gavin Newsom (D)                      | 58,9 % D |
| Colorado       | Jared Polis (D)            | 53,4 % D                  | Jared Polis (D) Heidi Ganahl (R)                                     | Amtsinhaber tritt erneut an.                          | Jared Polis (D)                       | 58,5 % D |
| Connecticut    | Ned Lamont (D)             | 49,4 % D                  | Ned Lamont (D) Bob Stefanowski (R)                                   | Amtsinhaber tritt erneut an.                          | Ned Lamont (D)                        | 56,0 % D |
| Florida        | Ron DeSantis (R)           | 49,6 % R                  | Ron DeSantis (R) Charlie Crist (D)                                   | Amtsinhaber tritt erneut an.                          | Ron DeSantis (R)                      | 59,4 % R |
| Georgia        | Brian Kemp (R)             | 50,2 % R                  | Brian Kemp (R) Stacey Abrams (D)                                     | Amtsinhaber tritt erneut an.                          | Brian Kemp (R)                        | 53,4 % R |
| Hawaii         | David Ige (D)              | 62,7 % D                  | Josh Green (D) James Aiona (R)                                       | Amtsinhaber darf nicht wieder kandidieren.            | Josh Green (D)                        | 63,2 % D |
| Idaho          | Brad Little (R)            | 59,8 % R                  | Brad Little (R) Stephen Heidt (D) Ammon Bundy (parteilos)            | Amtsinhaber tritt erneut an.                          | Brad Little (R)                       | 60,5 % R |
| Illinois       | J. B. Pritzker (D)         | 54,4 % D                  | J. B. Pritzker (D) Darren Bailey (R)                                 | Amtsinhaber tritt erneut an.                          | J. B. Pritzker (D)                    | 54,4 % D |
| Iowa           | Kim Reynolds (R)           | 50,3 % R                  | Kim Reynolds (R) Deidre DeJear (D)                                   | Amtsinhaberin tritt erneut an.                        | Kim Reynolds (R)                      | 58,1 % R |
| Kansas         | Laura Kelly (D)            | 48,0 % D                  | Laura Kelly (D) Derek Schmidt (R)                                    | Amtsinhaberin tritt erneut an.                        | Laura Kelly (D)                       | 49,5 % D |
| Maine          | Janet T. Mills (D)         | 50,9 % D                  | Janet T. Mills (D) Paul LePage (R)                                   | Amtsinhaberin tritt erneut an.                        | Janet T. Mills (D)                    | 55,4 % D |
| Maryland       | Larry Hogan (R)            | 55,4 % R                  | Dan Cox (R) Wes Moore (D)                                            | Amtsinhaber darf nicht wieder kandidieren.            | Wes Moore (D) (Wechsel von R zu D)    | 62,9 % D |
| Massachusetts  | Charlie Baker (R)          | 66,6 % R                  | Geoff Diehl (R) Maura Healey (D)                                     | Amtsinhaber tritt nicht erneut an.                    | Maura Healey (D) (Wechsel von R zu D) | 63,5 % D |
| Michigan       | Gretchen Whitmer (D)       | 53,3 % D                  | Gretchen Whitmer (D) Tudor Dixon (R)                                 | Amtsinhaberin tritt erneut an.                        | Gretchen Whitmer (D)                  | 54,5 % D |
| Minnesota      | Tim Walz (D)               | 53,8 % D                  | Tim Walz (D) Scott Jensen (R)                                        | Amtsinhaber tritt erneut an.                          | Tim Walz (D)                          | 52,3 % D |
| Nebraska       | Pete Ricketts (R)          | 59,0 % R                  | Jim Pillen (R) Carol Blood (D)                                       | Amtsinhaber darf nicht wieder kandidieren.            | Jim Pillen (R)                        | 59,9 % R |
| Nevada         | Steve Sisolak (D)          | 49,4 % D                  | Steve Sisolak (D) Joe Lombardo (R)                                   | Amtsinhaber tritt erneut an. (Amtsinhaber abgewählt.) | Joe Lombardo (R) (Wechsel von D zu R) | 48,8 % R |
| New Hampshire  | Chris Sununu (R)           | 52,8 % R                  | Chris Sununu (R) Tom Sherman (D)                                     | Amtsinhaber tritt erneut an.                          | Chris Sununu (R)                      | 57,1 % R |
| New Mexico     | Michelle Lujan Grisham (D) | 57,2 % D                  | Michelle Lujan Grisham (D) Mark Ronchetti (R)                        | Amtsinhaberin tritt erneut an.                        | Michelle Lujan Grisham (D)            | 52,0 % D |
| New York       | Kathy Hochul (D)           | 59,6 % D                  | Kathy Hochul (D) Lee Zeldin (R)                                      | Amtsinhaberin tritt erneut an.                        | Kathy Hochul (D)                      | 52,9 % D |
| Ohio           | Mike DeWine (R)            | 50,4 % R                  | Mike DeWine (R) Nan Whaley (D)                                       | Amtsinhaber tritt erneut an.                          | Mike DeWine (R)                       | 62,8 % R |
| Oklahoma       | Kevin Stitt (R)            | 54,3 % R                  | Kevin Stitt (R) Joy Hofmeister (D)                                   | Amtsinhaber tritt erneut an.                          | Kevin Stitt (R)                       | 55,5 % R |
| Oregon         | Kate Brown (D)             | 50,1 % D                  | Tina Kotek (D) Christine Drazan (R) Betsy Johnson (U)                | Amtsinhaberin darf nicht wieder kandidieren.          | Tina Kotek (D)                        | 47,0 % D |
| Pennsylvania   | Tom Wolf (D)               | 57,8 % D                  | Josh Shapiro (D) Doug Mastriano (R)                                  | Amtsinhaber darf nicht wieder kandidieren.            | Josh Shapiro (D)                      | 56,3 % D |
| Rhode Island   | Daniel McKee (D)           | 52,6 % D                  | Daniel McKee (D) Ashley Kalus (R)                                    | Amtsinhaber tritt erneut an.                          | Daniel McKee (D)                      | 58,1 % D |
| South Carolina | Henry McMaster (R)         | 54,0 % R                  | Henry McMaster (R) Joe Cunningham (D)                                | Amtsinhaber tritt erneut an.                          | Henry McMaster (R)                    | 58,1 % R |
| South Dakota   | Kristi Noem (R)            | 51,0 % R                  | Kristi Noem (R) Jamie Smith (D)                                      | Amtsinhaberin tritt erneut an.                        | Kristi Noem (R)                       | 62,0 % R |
| Tennessee      | Bill Lee (R)               | 59,6 % R                  | Bill Lee (R) Jason Martin (D)                                        | Amtsinhaber tritt erneut an.                          | Bill Lee (R)                          | 64,9 % R |
| Texas          | Greg Abbott (R)            | 55,8 % R                  | Greg Abbott (R) Beto O’Rourke (D)                                    | Amtsinhaber tritt erneut an.                          | Greg Abbott (R)                       | 54,8 % R |
| Vermont        | Phil Scott (R)             | 55,2 % R                  | Phil Scott (R) Brenda Siegel (D)                                     | Amtsinhaber tritt erneut an.                          | Phil Scott (R)                        | 71,3 % R |
| Wisconsin      | Tony Evers (D)             | 49,5 % D                  | Tony Evers (D) Tim Michels (R)                                       | Amtsinhaber tritt erneut an.                          | Tony Evers (D)                        | 51,2 % D |
| Wyoming        | Mark Gordon (R)            | 67,1 % R                  | Mark Gordon (R) Theresa Livingston (D)                               | Amtsinhaber tritt erneut an.                          | Mark Gordon (R)                       | 78,7 % R |

1. ↑  Neben den Kandidaten der Demokraten und Republikaner treten in den meisten Staaten auch noch Kandidaten von Kleinparteien oder Unabhängige an. Von diesen Kandidaten kommt jedoch laut Umfragen (außer Bill Walker in Alaska und Betsy Johnson in Oregon) keiner auf mehr als 10 Prozent und werden daher in der folgenden Tabelle nicht gelistet.
2. ↑  In Alaska treten die 4 Kandidaten mit den meisten Stimmen aus der Vorwahl - unabhängig der Parteizugehörigkeit - bei der Hauptwahl gegeneinander an. Der Sieger wird durch die Instant Runoff Voting-Methode ermittelt, die nur in Alaska zum Einsatz kommt.
3. ↑  Falls kein Kandidat in Georgia mehr als 50 Prozent der gültigen Stimmen erhalten hätte, hätte am 6. Dezember eine Stichwahl zwischen Gouverneur Kemp und Abrams stattgefunden.